# Mohamed Hussein Sarahang
Mohamed Hussain Sarahang (* 1924 in Kabul; † 1983 in Kabul; persisch استاد محمد حسین سرآهنگ), bekannt als Ustad Sarahang, war ein afghanischer Klassik- und Ghazalsänger.
Er wurde 1924 in Charabat, einem Stadtteil von Kabul, geboren. Mohamed Hussein wurde bereits früh von seinem Vater Gholam Hussein in die klassische afghanische Musik eingewiesen. Mit 16 Jahren ging er nach Indien an die Patiala Gharana (Musikschule), wo er von Ustad Ashiq Ali Khan unterrichtet wurde. Mit 25 Jahren kehrte er zurück nach Kabul. Dort gab er sein erstes Konzert im Kabuler Pamir-Kino, woraufhin ihm der damalige König Afghanistans, Mohammed Sahir Schah, den Titel Sarahang („Gipfel des Klanges“) verlieh. 1969 erhielt er bei der  Nominierung zum besten Künstler 496 Stimmen. Ustād Sarahangs Repertoire beläuft sich auf rund 500 Ragas und Ghazals, die er in Indien und im afghanischen Radio Kabul aufnahm. Er sang viele Lieder des persischen Dichters Amir Chosrau und des indischen Dichters Bidil. Sarahang ist ebenfalls Autor von zwei Büchern über Musik.